# Chrysotriclis willinkorum
Chrysotriclis willinkorum är en tvåvingeart som beskrevs av Artigas, Papavero och Costa 1997. Chrysotriclis willinkorum ingår i släktet Chrysotriclis och familjen rovflugor. Inga underarter finns listade i Catalogue of Life.